# Marcipa secticona
Marcipa secticona là một loài bướm đêm trong họ Erebidae.